# Kernkraftwerk Waterford
Das Kernkraftwerk Waterford (engl. Waterford Steam Electric Station, Unit 3) mit einem von Combustion Engineering errichteten Druckwasserreaktor liegt inmitten einer 12 km2 großen Industriezone neben dem Chemiekomplex Dow Chemical St. Charles Operations in Killona, Louisiana im St. Charles Parish, 35 km westlich von New Orleans, Louisiana. Dieser Block 3 (die Blöcke Waterford 1 und 2 sind zwei Erdöl-/Erdgas-Kraftwerke) ist ein Druckwasserreaktor mit einer genehmigten thermischen Leistung von 3716 MW.
Mit dem Bau des Kernkraftwerks wurde 1974 begonnen, 1985 nahm es den kommerziellen Betrieb auf.

## Gefährdung durch Hurrikane
Das Kernkraftwerk ist durch Sturmfluten, wie sie durch schwere Hurrikane der höheren Kategorien ausgelöst werden können, gefährdet. Zwar liegt es rund 100 km von der Küste entfernt, allerdings nahe dem Mississippi und auf einer Höhe von nur ca. 3 bis 5 Metern über dem Meeresspiegel. Im Jahr 1965 reichte eine Sturmflut des Hurrikans Betsy bis fast an den Standort des Kraftwerks heran. Eine 2019 durchgeführte Untersuchung ergab, dass das Kraftwerk dafür ausgelegt ist, eine etwa 7 Meter hohe Flutwelle zu überstehen. Gemäß einer NOAA-Datenbank könnte ein schlimmst-möglicher Kategorie-3-Hurrikan das Kraftwerk etwa einen Meter überfluten, während ein schlimmstmöglicher Kategorie-4-Hurrikan eine Überflutung von 3 Metern auslösen könnte. Dies entspricht etwa der Auslegung des Kraftwerkes. Nach der Nuklearkatastrophe von Fukushima wurde das Kraftwerk nachgerüstet, um besser gegen Flutwellen gewappnet zu sein. Unter anderem wurden verschiedene Notfalleinrichtungen, wie Notstromdiesel, Pumpen usw., in einen Bunker, der eine Flutwelle von knapp 10 Metern überstehen soll, verbracht. Das Kraftwerk verfügt über zwei Notstromgeneratoren.

## Zwischenfälle
Das Kraftwerk war wiederholt von in der Nähe vorbeiziehenden Hurrikanen betroffen. Während der atlantischen Hurrikansaison 2005 wurde das Kraftwerk von Hurrikan Katrina in Mitleidenschaft gezogen. Das Kraftwerk wurde vorsorglich heruntergefahren, allerdings fiel infolge des Hurrikans die Stromversorgung aus, sodass das Kraftwerk über 4 Tage und 14 Stunden für die Reaktorkühlung auf eine Notstromversorgung mit den eigenen Dieselgeneratoren angewiesen war. Dies war bis mindestens 2007 der längste Zeitraum, den das Kraftwerk mit eigener Notstromversorgung überbrücken musste.
Am 9. Oktober 2015 ertönten Alarmsirenen der Anlage. Laut Betreiberangaben sei dies Infolge einer Fehlfunktion der Sirenen geschehen, eine Gefährdung der Bevölkerung habe zu keinem Zeitpunkt bestanden.
Im August 2021 erlitt das Kraftwerk durch Hurrikan "Ida" leichte Schäden an zum nicht-nuklearen Teil zählenden Gebäuden. Da der Hurrikan auch das Stromnetz zusammenbrechen ließ, war das Kraftwerk auf Notstrom aus den eigenen Generatoren angewiesen. Es war bis zum 7. September gänzlich vom Netz und erreichte erst am 15. September wieder seine volle Leistung.

## Daten des Reaktorblocks
| Reaktorblock | Reaktortyp         | Nettoleistung | Bruttoleistung | Baubeginn  | Netzsynchronisation | Kommerzieller Betrieb | Abschaltung           |
| ------------ | ------------------ | ------------- | -------------- | ---------- | ------------------- | --------------------- | --------------------- |
| Waterford-3  | Druckwasserreaktor | 1152 MW       | 1200 MW        | 14.11.1974 | 18.03.1985          | 24.09.1985            | Lizenzende 18.12.2044 |